# اچ‌ام‌اس جگوار (اف۳۷)
اچ‌ام‌اس جگوار (اف۳۷) (به انگلیسی: HMS Jaguar (F37)) یک کشتی است که طول آن 101 m می‌باشد. این کشتی در سال ۱۹۵۷ ساخته شد.